# Коронавірусна хвороба 2019 в Алжирі
Коронаві́русна хворо́ба 2019 у Алжи́рі — розповсюдження пандемії коронавірусу територією Алжиру.
Про виявлення першого випадку коронавірусної хвороби на території Алжиру було заявлено 25 лютого 2020 року, інфікованим виявився італієць, який прибув до Алжиру 17 лютого
Станом на 8 квітня 2020 року у країні 1572 підтверджених випадки захворювання на COVID-19. 205 людей померло.

## Хронологія
25 лютого 2020 року було лабораторно підтверджено перший випадок коронавірусу у країні, інфікованим виявився італієць, який прибув до Алжиру 17 лютого. 28 лютого Алжир депортував його назад до Італії спеціальним рейсом.
2 березня Міністерство охорони здоров'я Алжиру підтвердило два нові випадки захворювання на коронавірус, хворобу виявили у жінки та її дочки, котрим по 53 та 24 роки відповідно. У лютому до них приїздили гості з Франції, у котрих після повернення було діагностовано коронавірус, від них імовірно алжирки і були інфіковані.